# François Nicolas Benoît Haxo

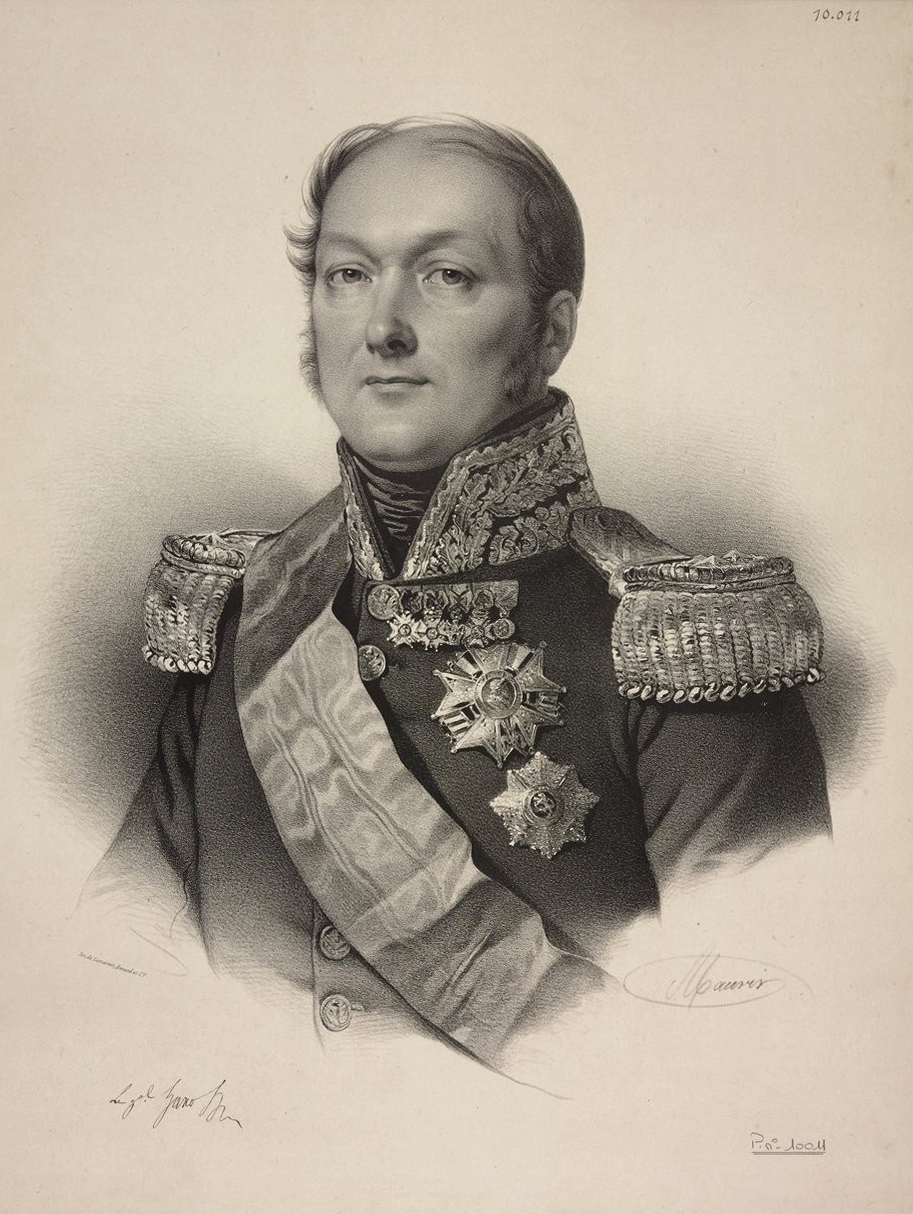
François Nicolas Benoît Haxo.

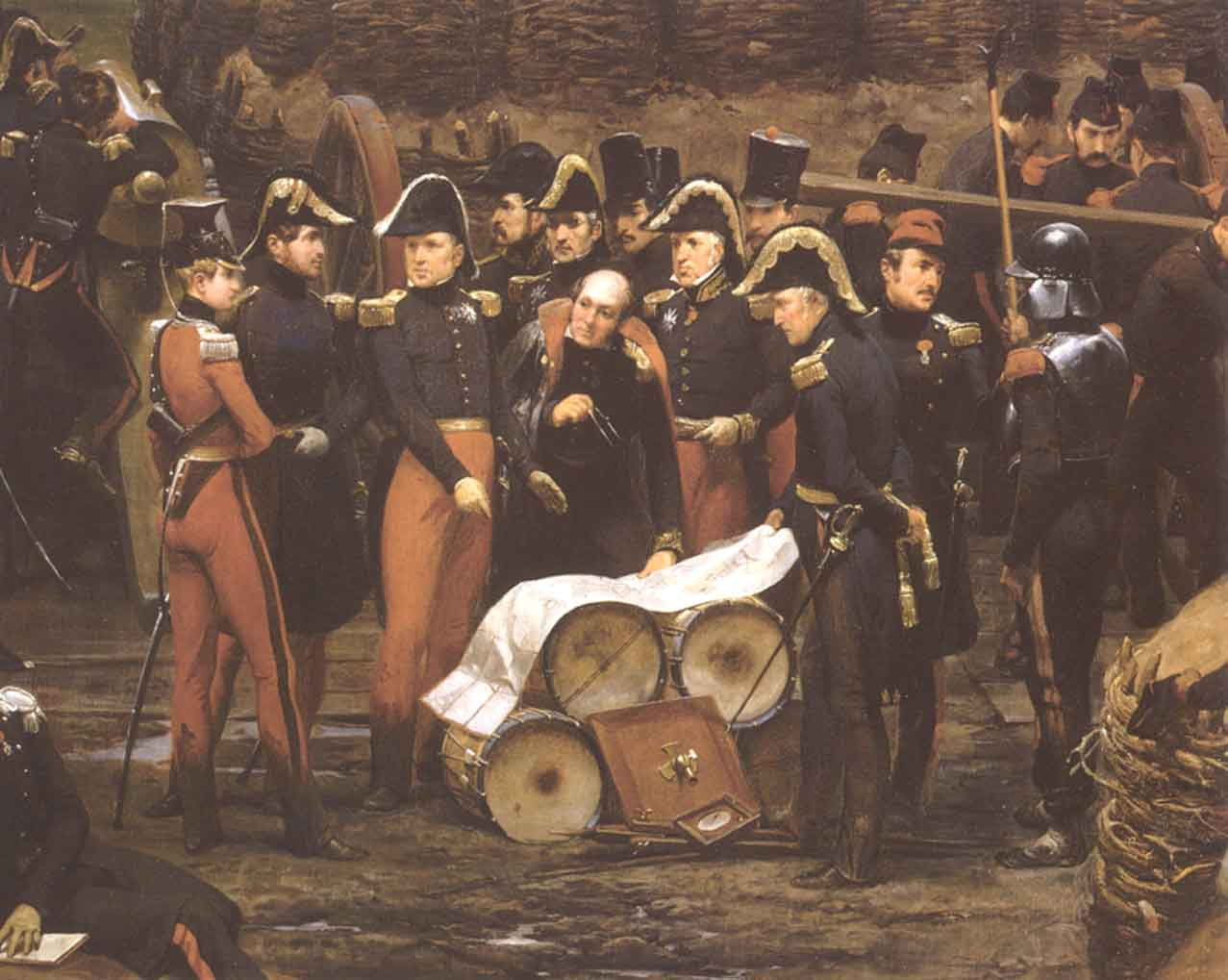
Haxo (midden, zonder hoofddeksel) achter de kaarten en links van hem maarschalk Gérard.

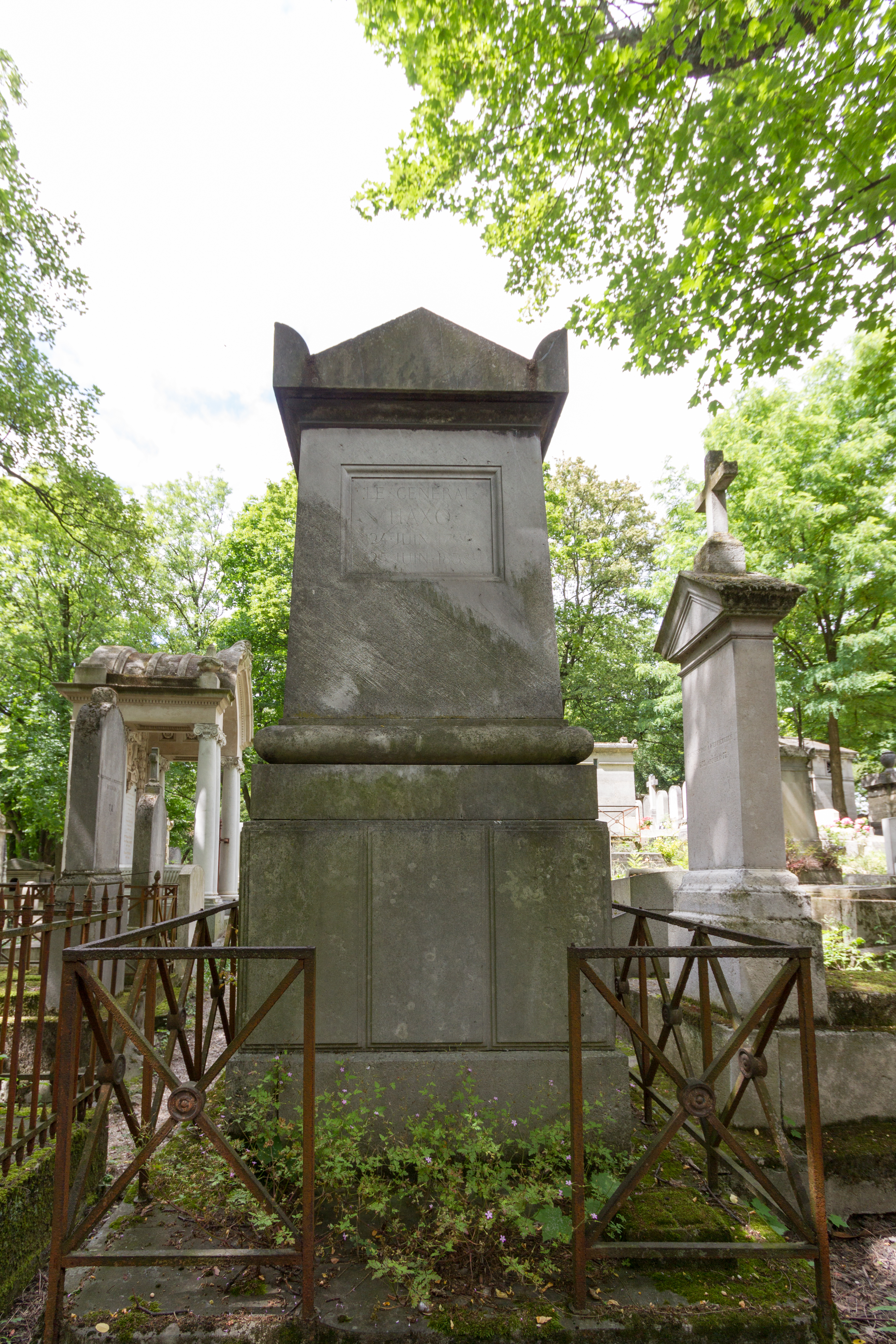
Het graf van Haxo op de begraafplaats Cimetière du Père-Lachaise in Parijs.

François Nicolas Benoît, Baron Haxo (Lunéville, 24 juni 1774 – Parijs, 25 juni 1838) was een Frans generaal en militair ingenieur tijdens de Franse Revolutie en het Eerste Franse Keizerrijk. Haxo werd beroemd tijdens het Beleg van Antwerpen in 1832. Hij is de neef van generaal Nicolas Haxo van Étival-Clairefontaine en Saint-Dié-des-Vosges in Lotharingen.

## Carrière
Haxo begon zijn militaire carrière in 1793 bij de genie. Hier studeerde hij in hetzelfde jaar af en hij verliet de school in de rang van tweede luitenant. Het jaar erop werd hij al bevorderd tot kapitein in de Armée du Rhin. In 1796 ging hij naar de École Polytechnique.
In 1801 werd hij bataljonscommandant na de capitulatie van Fort Bard op 1 juni 1800. Dit Italiaanse fort beheerste de toegang tot de Valle d'Aosta in het uiterste noordwesten van het land.
Naast zijn activiteiten in het veldleger was Haxo ook een militair ingenieur die zich bezig hield met de vestingbouw. Hij wordt wel de Vauban van de 19e eeuw genoemd. Hij was betrokken bij het herstel en versterking van verschillende vestingwerken en forten. Deze aanpassingen waren noodzakelijk door de ontwikkeling bij de artillerie. Kanonnen kregen een groter kaliber en het bereik van de granaten nam toe. In de tijd van Vauban lag de citadel van Besançon nog te ver van de nabijgelegen en hogere heuvels van Bregille en Chaudanne. In het begin van de 19e eeuw was dit totaal veranderd en onder aanwijzingen van Haxo werd op de beide heuvels een fort gebouwd om te voorkomen dat de vijand ze zou innemen om de citadel te beschieten.
In 1807 was Haxo verantwoordelijk voor het verbeteren van de verdedigingswerken van Constantinopel. Daarna ging hij naar Italië en diende onder generaal Chasseloup. Nadat hij in 1809 tot majoor was gepromoveerd, onderscheidde hij zich tijdens het beleg van Zaragoza. Napoleon Bonaparte bevorderde hem tot kolonel. Haxo nam deel aan de Slag bij Wagram en keerde daarna terug naar het Iberisch Schiereiland. Hier was hij betrokken bij diverse belegering in Catalonië en Valencia. In 1810 werd hij bevorderd tot brigadegeneraal en in 1811 kreeg hij de titel van baron. In datzelfde jaar was hij in Duitsland om de forten te verstevigen tegen een mogelijke Russische invasie.
In 1812 was hij hoofdingenieur van het eerste korps onder bevel van Louis Nicolas Davout. Na de terugtocht uit Moskou werd hij weer gepromoveerd. In 1813 herstelde hij de vestingwerken bij Hamburg in Duitsland en op 30 augustus raakte hij gewond en werd hij gevangengenomen in de Slag om Kulm. Pas in 1814 keerde hij terug in Frankrijk. 
Na de val van Napoleon wilde Lodewijk XVIII Haxo behouden voor zijn leger, maar Haxo bleef Napoleon trouw. Na Napoleons ontsnapping van Elba en terugkeer naar Frankrijk, legde Haxo tijdens de Honderd Dagen voorlopige vestingwerken aan bij Parijs en vocht in de Slag bij Waterloo.
Na de Tweede Restauratie kwam zijn beste vestingwerk tot stand. Als inspecteur-generaal reconstrueerde hij de oude forten van Vauban en Cormontaigne, die tijdens de invasies van 1814 en 1815 waren gevallen. In 1815 werd hij ontslagen uit het leger, maar in 1819 werd hij teruggehaald in de functie van inspecteur-generaal van de grensversterkingen van steden zoals Grenoble, Besançon, Duinkerke, Saint Omer, Sedan, Belfort en Bitche. In 1833 werd hij adviseur en lid van het fortificatiecomité en in deze functie gaf hij de voorkeur aan elkaar dekkende verdedigingswerken in plaats van geïsoleerde forten.
In 1832 trok hij met het Franse leger België binnen en raakte betrokken bij het beleg van Antwerpen. Gérard voerde het bevel en Haxo leidde de belegering van de Citadel van Antwerpen. Het Nederlandse garnizoen van generaal Chassé werd gedwongen zich over te geven na een beleg van iets meer dan drie weken, eindigend op 23 december 1832.
In 1826 had Haxo zijn belangrijkste ideeën over de vestingbouw opgeschreven in een boek. Alleen een select gezelschap van militaire ingenieurs kregen de kans dit te lezen, onder de voorwaarde dat de inhoud niet breed bekend mocht worden gemaakt. Op basis van dit werk zijn geen forten gebouwd maar zijn ontwerp voor een kazemat werd wel veel in Europa gebruikt. De haxokazemat werd verwerkt in vestingwallen en had een open achterzijde om de kruitdampen af te voeren. Tijdens de latere jaren van zijn leven schreef hij nog een boek Mémoire sur le figure du terrain dans les cartes topographiques (1822) en een biografie over generaal Dejean (1824).
Haxo overleed een dag na zijn 64e verjaardag. Hij werd begraven op het Cimetière du Père-Lachaise. In Parijs werd een straat naar hem genoemd, rue Haxo.
- Bibliothèque nationale de France: cb148986058 (data)
- Gemeinsame Normdatei: 117508640
- International Standard Name Identifier: 0000 0001 0837 4259
- Library of Congress Control Number: no2003040465
- Base Léonore: LH//1273/71
- Système universitaire de documentation: 146196570
- Virtual International Authority File: 42109204
- WorldCat: E39PBJqQwf76dPPM7BpBCq4KBP